# Karol XIV Jan
Karol XIV Jan (szw. Karl Johan; ur. 26 stycznia 1763 w Pau jako Jean Baptiste Bernadotte, zm. 8 marca 1844 w Sztokholmie) – w latach 1804–1811 marszałek Francji, w latach 1818–1844 król Szwecji i Norwegii (jako Karol III), wolnomularz. Był pierwszym przedstawicielem dynastii Bernadotte na szwedzkim tronie.
W 1798 roku ożenił się z Dezyderią Clary, byłą narzeczoną Napoleona Bonapartego. Miał z nią jednego syna – przyszłego króla Szwecji i Norwegii, Oskara I.

## Biografia

### Francja
Urodził się 26 stycznia 1763 roku w Pau jako najmłodsze, piąte dziecko prawnika, Jeana Henriego Bernadotte, oraz jego żony, Jeanne de Saint Vincent. Poród był bardzo trudny i obawiano się, że chłopiec nie przeżyje, dlatego już następnego dnia został ochrzczony. Otrzymał imiona Jan Chrzciciel (fr. Jean Baptiste) na cześć św. Jana Chrzciciela. Jego rodzina zaliczała się do drobnej burżuazji, natomiast jego dalsi przodkowie byli zwykłymi robotnikami, często pracującymi fizycznie.
Swą karierę wojskową rozpoczął już w armii królewskiej, w której dosłużył się stopnia sierżanta i adiutanta pułku. Po wybuchu rewolucji francuskiej pozostał w armii, która przekształciła się w armię rewolucyjną. Wówczas przyjął kolejne imię – Juliusz (fr. Jules) – na cześć Juliusza Cezara. Było to zgodne z ówczesną, klasycyzującą modą, odwołującą się do kultury starożytnych Greków i Rzymian. W służbie wojskowej Bernadotte szybko awansował, 18 lipca 1793 roku został kapitanem – co byłoby nie do osiągnięcia dla mieszczanina przed rewolucją. Stopień podpułkownika otrzymał 8 lutego 1794 roku drogą demokratycznego głosowania. Rewolucyjnym zwyczajem wybrali go żołnierze. Następnie został pułkownikiem i w tym stopniu służył pod rozkazami generała Jeana-Baptiste Klébera. 26 czerwca 1794 przyczynił się do zwycięstwa w bitwie pod Fleurus, w następstwie czego awansował na stopień generała brygady.
W 1798 roku został francuskim ambasadorem w Austrii. Tam rozważał nawiązanie współpracy Francji ze Szwecją i Turcją, a nawet brał pod uwagę możliwość odzyskania przez Polskę niepodległości. Swoją działalność dyplomatyczną w Austrii zakończył po tym, gdy nakazał wywiesić trójkolorową flagę, symbol niepoważanej wówczas na świecie rewolucji francuskiej. Dzięki temu Bernadotte zyskał sympatię wśród republikanów, jednakże stracił stanowisko ambasadora. Po powrocie do Francji, w 1799 roku, został ministrem wojny.
Nie poparł zamachu stanu 18 brumaire’a (który miał miejsce 9 listopada 1799 roku) i przez pewien czas usiłował nawet zawiązać spisek wojskowy w celu obalenia władzy Napoleona Bonapartego jako Pierwszego Konsula. Ostatecznie, gdy w 1802 roku odkryto spisek Bernadotte, Napoleon rozważał skazanie go na wyrok śmierci. Nie doszło do tego dzięki wstawiennictwu starszego brata cesarza, Józefa Bonapartego, którego żona – Julia – była szwagierką Bernadottego.
18 maja 1804 został nominowany do stopnia marszałka, a rok później objął komendę nad I Korpusem Wielkiej Armii. W 1806 Napoleon nadał mu tytuł diuka (księcia) utworzonego księstwa Pontecorvo.

### Szwecja
W 1810 roku do Paryża przybyło szwedzkie poselstwo, by uzyskać akceptację cesarza Napoleona na to, by następcą króla szwedzkiego Karola XIII, został, zgodnie z wolą Riksdagu Fryderyk Krystian, szwagier króla duńskiego Fryderyka VI. Konieczność wyłonienia następcy za życia króla wynikała z jego choroby, uniemożliwiającej mu sprawowanie władzy.
Wtedy jeden ze szwedzkich oficerów – pułkownik Carl Otto Mörner na własną rękę zasugerował, by następcą szwedzkiego tronu został napoleoński marszałek Jean Baptiste Jules Bernadotte. Pomysł ten spodobał się cesarzowi. 21 sierpnia 1810 roku zebrany w mieście Örebro Riksdag jednogłośnie zatwierdził ten projekt, gdyż posłowie szwedzcy liczyli na pomoc Francji w odzyskaniu zajętej przez Rosjan Finlandii (zob. wojna rosyjsko-szwedzka).

#### Okres regencji
W 1810 Bernadotte został adoptowany przez króla Szwecji Karola XIII i został ogłoszony następcą tronu Szwecji. Dokonał wówczas konwersji z rzymskiego katolicyzmu na luteranizm i przybrał imiona Karol Jan (szw. Karl Johan). W marcu 1811 roku przyjął oficjalnie tytuł regenta. Wobec choroby Karola XIII praktycznie od tego roku rządził krajem samodzielnie, z oficjalnym tytułem następcy tronu.
Bernadotte szybko przystosował się do obyczajów swojej nowej ojczyzny. Zapomniał też o ideałach młodości (rewolucja) i stał się rzecznikiem tendencji konserwatywnych. Okazało się też, że interesy Szwecji przedkłada nad interesy swojej starej ojczyzny – Francji. Dążył do odzyskania okupowanej przez Rosję Finlandii albo zajęcia należącej do Danii Norwegii.

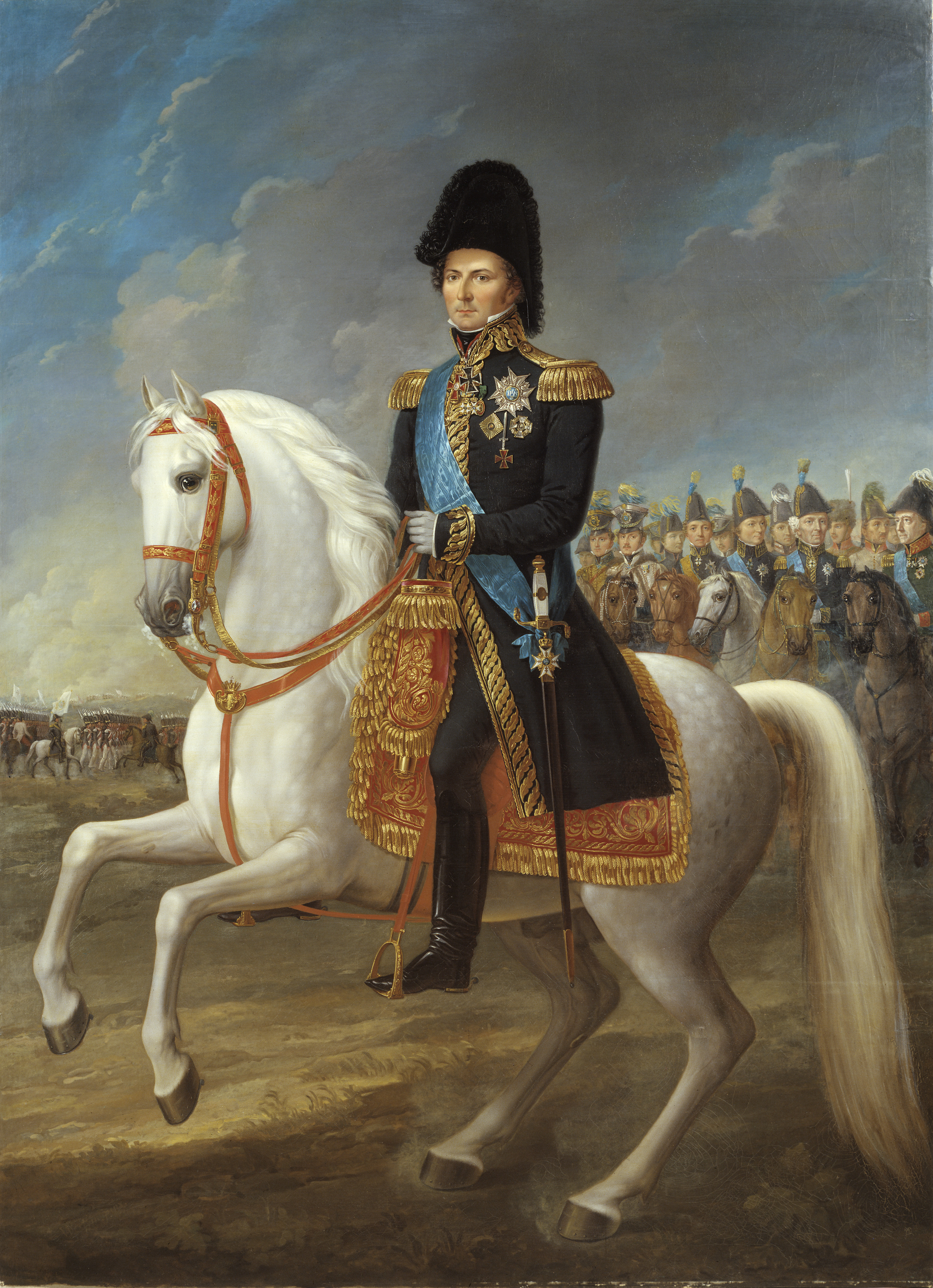
Karol XIV Jan Bernadotte na obrazie Fredrica Westina

W chwili przejęcia rządów nowy władca chciał zacieśnić przymierze z Francją. Ponieważ nie dawało ono oczekiwanych rezultatów, jesienią 1810 roku usiłował podjąć negocjacje z Wielką Brytanią i Rosją. Wywołało to oburzenie Napoleona. W 1812 roku armia francuska zajęła Pomorze Szwedzkie, co spowodowało, że Bernadotte zawarł antyfrancuskie traktaty z Wielką Brytanią i Rosją. Równocześnie podjął wysiłki, których celem było zwiększenie potencjału militarnego Szwecji poprzez pobór i podniesienie podatków na wojsko. W 1812 roku nastąpił atak Napoleona na Rosję. Po klęsce Napoleona Karol Jan Bernadotte zdecydował, że wojska szwedzkie wezmą udział w walkach po stronie VI koalicji antynapoleońskiej. Decyzją sojuszników Karol Jan został dowódcą połączonych armii antynapoleońskiej koalicji, a konkretnie Armii Północnej. Starał się jednak oszczędzać szwedzkich żołnierzy. W bitwie pod Lipskiem, w której ogólne straty sojuszników wynosiły 56 tysięcy poległych, Szwedów zginęło tylko 180. Spowodowało to jednak oburzenie Austrii, Rosji i Prus, które odmówiły Szwecji prawa zasiadania przy stole konferencji pokojowej. Wkrótce potem Karol Jan ze swoją armią pomaszerował nie za Ren, jak chcieli sojusznicy, ale na duński Holsztyn. W tej sytuacji Duńczycy po dwutygodniowych walkach zgodzili się podpisać pokój w Kilonii (1814 rok), oddający Szwecji Norwegię, oraz zapłacić milion talarów. W zamian mieli otrzymać Pomorze Szwedzkie. Po zawarciu pokoju kilońskiego wojska szwedzkie ruszyły za Ren.
Po pokoju kilońskim grupa norweskich patriotów, korzystając z osłabienia Danii, ogłosiła niepodległość Norwegii. Zgromadzenie narodowe 17 maja 1814 roku uchwaliło konstytucję i ogłosiło królem Chrystiana Fryderyka, dotychczasowego namiestnika z ramienia króla duńskiego. Nowe państwo nie uzyskało jednak poparcia żadnego z liczących się mocarstw. W tym samym roku kres jego istnieniu położyła interwencja wojsk szwedzkich. Karol Jan zgodził się jednak zatwierdzić konstytucję norweską. Oznaczało to, że Norwegia nie została potraktowana jako prowincja podbita i przyłączona, lecz doszło do unii personalnej – król szwedzki Karol XIII miał zostać królem Norwegii. Karol Jan nie zgadzał się na oddanie Danii Pomorza Szwedzkiego zgodnie z traktatem kilońskim, gdyż w jego interpretacji opór Norwegów był złamaniem traktatu. Ostatecznie decyzją sojuszników Pomorze zostało zajęte przez Prusy, a w ramach rekompensaty Szwecja otrzymała od Prus 4,8 mln talarów, a Dania – 0,6 mln.

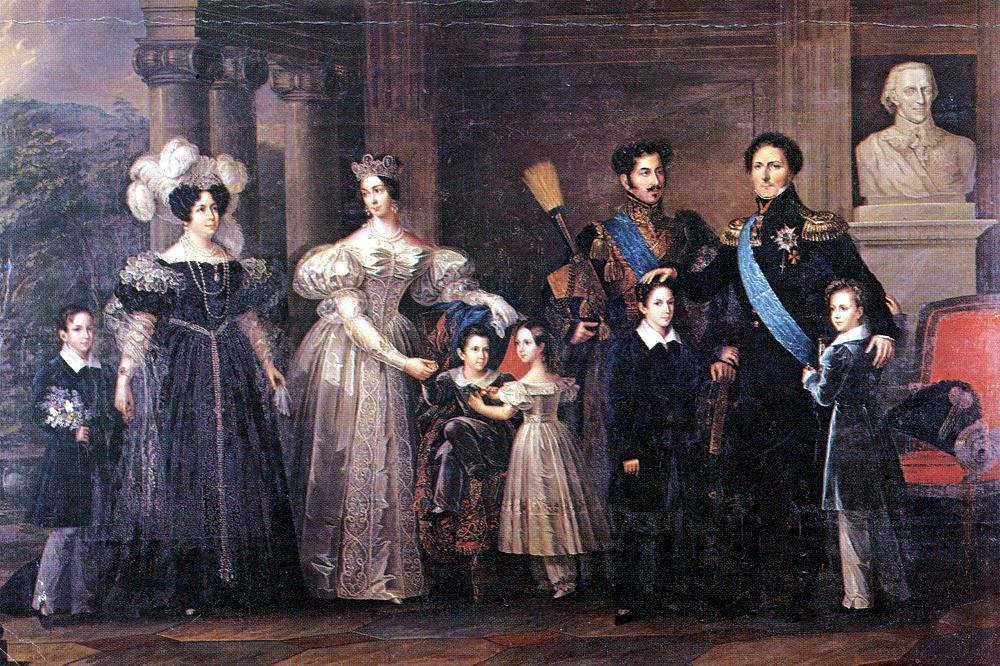
Rodzina królewska (1837)

#### Okres sprawowania władzy królewskiej
5 lutego 1818 roku zmarł Karol XIII i Karol Jan Bernadotte zasiadł na tronie jako król. Władzę sprawował w sposób konserwatywny aż do swojej śmierci w 1844 roku. Okres jego rządów to okres rozkwitu romantyzmu szwedzkiego, w którym w odróżnieniu od polskiego dominowały akcenty konserwatywne. Sam król, mimo że był kiedyś rewolucjonistą i marszałkiem napoleońskim, zajmował postawę obrońcy decyzji kongresu wiedeńskiego. Za jego rządów wolności obywatelskie zostały mocno ograniczone. Głównym problemem wewnętrznym była inflacja okresu powojennego, która została przezwyciężona po reformie walutowej w 1834 roku. Dużo uwagi poświęcano rozwojowi szkolnictwa. W 1838 roku doszło do antyrządowych manifestacji opozycji w Sztokholmie.
26 stycznia 1844 roku, w dniu urodzin, doznał udaru mózgu. Zmarł po niecałych dwóch miesiącach, 8 marca 1844 roku, w Pałacu Królewskim w Sztokholmie.

## Życie prywatne

### Małżeństwo i potomstwo

Dezyderia Clary, żona Karola XIV Jana

W 1798 roku ożenił się z Dezyderią Clary, byłą narzeczoną Napoleona Bonapartego. Starsza siostra jego żony, Julia, była żoną Józefa Bonapartego.
Z żoną miał jednego syna:
- Oskar (Joseph François Oscar; ur. 4 lipca 1799 roku w Paryżu) – król Szwecji i Norwegii w latach 1844–1859 jako Oskar I.

## Odznaczenia
- Wielki Mistrz Orderu Serafinów
- Wielki Mistrz Orderu Miecza
- Wielki Mistrz Orderu Gwiazdy Polarnej
- Wielki Mistrz Orderu Wazów
- Wielki Mistrz Orderu Karola XIII
- Krzyż Wielki Orderu Legii Honorowej (Francja)
- Order Słonia (1808, Dania)
- Order Złotego Runa (Hiszpania)
- Order Świętego Andrzeja (Rosja)
- Order Świętego Aleksandra Newskiego (Rosja)
- Krzyż Wielki Orderu Świętej Anny (Rosja)
- Order Orła Czarnego (Prusy)
- Krzyż Wielki Orderu Krzyża Żelaznego (Prusy)
- Krzyż Wielki Orderu Marii Teresy (Austria)
- Krzyż Wielki Orderu Korony Żelaznej (Włochy)
- Order Świętego Huberta (Bawaria)
- Order Korony Rucianej (Saksonia)
- Krzyż Wielki Orderu Wojskowego Świętego Henryka (Saksonia)
- Krzyż Wielki Orderu Wierności (Badenia)
- Krzyż Wielki Orderu Lwa Zeryngeńskiego (Badenia)
- Order Świętego Patryka (Wlk. Brytania)